# 石坂浩二のクイズ!地球の歩き方
『石坂浩二のクイズ!地球の歩き方』（いしざかこうじのクイズ!ちきゅうのあるきかた）は、1989年3月6日から1990年3月19日まで、テレビ朝日系列局で放送された朝日放送（ABCテレビ）制作のクイズ番組。放送時間は毎週月曜 20:00 - 20:54 (JST) 。

## 概要
毎回海外の1つの地域を取り上げていた番組で、その土地での身近な情報を基にしたクイズを出題していた。問題は5問で、全問正解なら世界一周旅行を獲得できた。また全問正解者が出た場合、視聴者にも世界一周旅行を1組にプレゼントした。司会は、前番組『石坂浩二の世界うらもおもても』から引き続き石坂浩二が務めた。
番組タイトルは、ダイヤモンド社から発行されているガイドブック『地球の歩き方』から取ったもので、毎週テーマに取り上げた地域の『地球の歩き方』を視聴者プレゼントにしていた。オープニングのBGMには、ビートルズの「マジカル・ミステリー・ツアー」を使用していた。CG映像も併用され、最後にはCG画像の手紙が自動的に折り畳まれて紙飛行機になり、エンジン音を響かせて飛んで行くものになっていた。番組本編においては、全問正解時には解答者席に花火が舞うという演出があった。
解答者は5人。所ジョージや富田靖子、ピーコなどがレギュラー出演した。
本番組の終了後のテレビ朝日系列月曜20時台は、それまで関西ローカルの深夜番組として放送されていた『クイズ仕事人』が後番組として放送された。

## スタッフ
- 構成：高橋秀樹
- ナレーター：広中雅志、荘真由美
- 演出：西滝順二・今井康之（2人共にイースト）
- プロデューサー・演出：波多野健（イースト）
- プロデューサー：西村嘉郎（朝日放送）、瀬崎一世（イースト）
- 制作協力：テレコム・ジャパン（テレコムスタッフの前身会社）、イースト
- 制作著作：朝日放送

## ネット局
| 放送対象地域   | 放送局           | 系列                          | ネット形態 | 備考                                         |
| -------------- | ---------------- | ----------------------------- | ---------- | -------------------------------------------- |
| 近畿広域圏     | 朝日放送         | テレビ朝日系列                | 制作局     | 現：朝日放送テレビ                           |
| 関東広域圏     | テレビ朝日       | テレビ朝日系列                | 同時ネット |                                              |
| 北海道         | 北海道テレビ     | テレビ朝日系列                | 同時ネット |                                              |
| 青森県         | 青森放送         | 日本テレビ系列                | 遅れネット |                                              |
| 岩手県         | 岩手放送         | TBS系列                       | 遅れネット | [ 2 ]                                        |
| 宮城県         | 東日本放送       | テレビ朝日系列                | 同時ネット |                                              |
| 秋田県         | 秋田テレビ       | フジテレビ系列                | 遅れネット |                                              |
| 山形県         | 山形放送         | 日本テレビ系列                | 遅れネット |                                              |
| 福島県         | 福島放送         | テレビ朝日系列                | 同時ネット |                                              |
| 新潟県         | 新潟テレビ21     | テレビ朝日系列                | 同時ネット |                                              |
| 長野県         | テレビ信州       | 日本テレビ系列                | 遅れネット |                                              |
| 長野県         | 長野放送         | フジテレビ系列                | 遅れネット | 移行時期不明                                 |
| 静岡県         | 静岡朝日テレビ   | テレビ朝日系列                | 同時ネット | [ 3 ]                                        |
| 富山県         | 富山テレビ       | フジテレビ系列                | 遅れネット | 1989年4月1日から土曜 10:00 - 10:55にて放送。 |
| 石川県         | 石川テレビ       | フジテレビ系列                | 遅れネット | 日曜 15:00 - 16:00にて放送                   |
| 福井県         | 福井放送         | 日本テレビ系列 テレビ朝日系列 | 遅れネット |                                              |
| 中京広域圏     | 名古屋テレビ     | テレビ朝日系列                | 同時ネット |                                              |
| 鳥取県・島根県 | 日本海テレビ     | 日本テレビ系列                | 遅れネット |                                              |
| 広島県         | 広島ホームテレビ | テレビ朝日系列                | 同時ネット |                                              |
| 山口県         | 山口放送         | 日本テレビ系列                | 遅れネット |                                              |
| 岡山県・香川県 | 瀬戸内海放送     | テレビ朝日系列                | 同時ネット |                                              |
| 愛媛県         | 南海放送         | 日本テレビ系列                | 遅れネット |                                              |
| 高知県         | 高知放送         | 日本テレビ系列                | 遅れネット |                                              |
| 徳島県         | 四国放送         | 日本テレビ系列                | 遅れネット |                                              |
| 福岡県         | 九州朝日放送     | テレビ朝日系列                | 同時ネット |                                              |
| 長崎県         | 長崎放送         | TBS系列                       | 遅れネット |                                              |
| 熊本県         | 熊本放送         | TBS系列                       | 遅れネット | 1989年9月まで                                |
| 熊本県         | 熊本朝日放送     | テレビ朝日系列                | 同時ネット | 1989年10月開局から                           |
| 宮崎県         | 宮崎放送         | TBS系列                       | 遅れネット |                                              |
| 鹿児島県       | 鹿児島放送       | テレビ朝日系列                | 同時ネット |                                              |